# Gerónimo Spina
Gerónimo Spina (La Plata, Argentina; 9 de febrero de 2005) es un futbolista argentino que juega como defensor central en el club español Atlético de Madrid B.   

## Trayectoria
Spina se había convertido en capitán de su equipo de categoría a los 18 años y había comenzado a entrenar con las reservas de Estudiantes de la Plata, cuando el club anunció en julio de 2023 que los dejaba con el recurso de la patria potestad, para unirse a las divisiones juveniles de Atlético de Madrid.  Según se informa, el vicepresidente del club, Juan Sebastián Verón, intentó intervenir y persuadir a su familia de que Spina se quedara, pero fue en vano. 
Como jugador juvenil sin contrato profesional, el Atlético tuvo que pagar una compensación de 100.000 € por los servicios de Spina.
En agosto de 2025 el Fútbol Club Barcelona se interesó en sus servicios para que se sume al Barcelona B que milita en la Primera Federación, la tercera división del fútbol español.